# گویجه قلعه
گویجه قلعه یکی از روستاهای استان آذربایجان شرقی است که در دهستان چاراویماق جنوب غربی در بخش مرکزی شهرستان چاراویماق واقع شده‌است.
این روستا جنوبی ترین نقطه استان آذربایجان شرقی از لحاظ مختصات جغرافیایی و مسکونی بودن است.

## جمعیت
این روستا در دهستان چاراویماق جنوب غربی قرار دارد و براساس سرشماری مرکز آمار ایران در سال ۱۳۸۵، جمعیت آن ۵۳۴ نفر (۱۷۰خانوار) بوده‌است.